# Karsbach
Karsbach – miejscowość i gmina w Niemczech, w kraju związkowym Bawaria, w rejencji Dolna Frankonia, w regionie Würzburg, w powiecie Main-Spessart, wchodzi w skład wspólnoty administracyjnej Gemünden am Main. Leży około 10 km na północ od Karlstadt, przy drodze B27.

## Dzielnice
W skład gminy wchodzą cztery dzielnice: 
- Heßdorf
- Höllrich
- Karsbach
- Weyersfeld

## Demografia
| Rok  | Liczba mieszk. |
| ---- | -------------- |
| 1970 | 1526           |
| 1987 | 1507           |
| 2000 | 1788           |
| 2005 | 1828           |

## Oświata
(na 1999)

W gminie znajduje się 75 miejsc przedszkolnych (z 70 dziećmi).